# Печать Южной Каролины
Большая печать штата Южная Каролина (англ. The Great Seal of the State of South Carolina) — один из государственных символов штата Южная Каролина, США. Печать штата разработана и утверждена в качестве официального символа штата в 1776 году.

## Дизайн
Изображение на государственной печати штата Южная Каролина содержит две эллиптические фигуры, связанные между собой пальмовыми ветвями. В центре левого эллипса находится крепкое пальмовое дерево, возвышающееся над другим сломанным деревом. Сцена символизирует сражение 28 июня 1776 года между защитниками недостроенного форта на острове Салливана и соединениями британского флота, при этом высокое пальмовое дерево аллегорически представляет собой защитников форта. Листья стоящего дерева означают 12 первых штатов страны, ниже развевается лента с латинской написью «Quis separabit?» (лат. «Кто отделит нас?»). В верхней части эллипса написано название штата «South Carolina» (англ. «Южная Каролина»), в нижней — надпись на латыни «Animis Opibusque Parati» (лат. «Готовы душою и действием»).
Второй эллипс государственной печати штата изображает женщину, идущую вдоль заваленного оружием берега. Символизм фигуры заключён в образе надежды с лавровой веткой в руке и встающем позади неё солнцем. В нижней части эллипса латинское слово «Spes» (лат. «Надежда»), в верхней части расположен официальный девиз штата «Dum spiro spero» (лат. «Пока дышу, надеюсь»).